# فهرست تیم‌های فوتبال بدون نماینده در فوتبال مردان
فهرست زیر کشورهایی را در برمی‌گیرد که اگرچه دارای تیم فوتبال منطقه خود هستند اما در فیفا عضویت ندارند.

## تیم فوتبال مردان

### کشورها
- تیم ملی فوتبال کیریباتی (عضو وابسته کنفدراسیون فوتبال اقیانوسیه, عضو وابسته ان اف بورد)
- تیم ملی فوتبال موناکو (عضو ConIFA)
- تیم ملی فوتبال ایالات فدرال میکرونزی (عضو وابسته کنفدراسیون فوتبال اقیانوسیه)
- تیم ملی فوتبال نائورو (jedyny rozegrany mecz w 1994)
- تیم ملی فوتبال پالائو (عضو وابسته کنفدراسیون فوتبال اقیانوسیه, مشارکت در Micronesia Games)
- تیم ملی فوتبال تووالو (عضو وابسته کنفدراسیون فوتبال اقیانوسیه)
- تیم ملی فوتبال واتیکان
- تیم ملی فوتبال پادشاهی متحد (uczestniczy w بازی‌های المپیک تابستانی)

### مناطق وابسته
- تیم ملی فوتبال بونیر (عضو کونکاکاف و Caribbean Football Union), مشارکت در ABCS Tournament)
- تیم ملی فوتبال جزایر فالکلند (عضو IIGA)
- تیم ملی فوتبال گرینلند (عضو ان اف بورد و IIGA, مشارکت در: ELF Cup, FIFI Wild Cup)
- تیم ملی فوتبال قلمرو پیشکاری گرنزی (عضو IIGA, مشارکت در Muratti)
- تیم ملی فوتبال گویان فرانسه (عضو کونکاکاف و Caribbean Football Union)
- تیم ملی فوتبال جزیره گوادلوپ (عضو کونکاکاف و Caribbean Football Union)
- تیم ملی فوتبال جرزی (عضو IIGA, مشارکت در Muratti)
- تیم ملی فوتبال مایوت (مشارکت در Pucharze Oceanu Indyjskiego w 2007)
- تیم ملی فوتبال جزایر ماریانای شمالی (عضو کنفدراسیون فوتبال آسیا و فدراسیون فوتبال شرق آسیا, مشارکت در Micronesia Games)
- تیم ملی فوتبال مارتینیک (عضو کونکاکاف و Caribbean Football Union)
- تیم ملی فوتبال نیووی (عضو وابسته کنفدراسیون فوتبال اقیانوسیه, jedyne dwa mecze rozegrane w 1983)
- تیم ملی فوتبال رئونیون (عضو وابسته کنفدراسیون فوتبال آفریقا)
- تیم ملی فوتبال سابا (مشارکت در Inter Islands Competition)
- تیم ملی فوتبال سن بارتلمی
- تیم ملی فوتبال سنت مارتین (عضو کونکاکاف, Caribbean Football Union و Leeward Islands Football Association)
- تیم ملی فوتبال سن مارتن فرانسه (مشارکت در Coupe de l'Outre-Mer)
- تیم ملی فوتبال سینت یوستیشس (مشارکت در Inter Islands Competition)
- تیم ملی فوتبال سینت مارتن (عضو کونکاکاف, Caribbean Football Union و Leeward Islands Football Association)
- تیم ملی فوتبال والیس و فوتونا (مشارکت در بازی‌های پاسیفیک)
- تیم ملی فوتبال جزیره کریسمس (مشارکت در Inter Island Cup)
- تیم ملی فوتبال جزیره من (عضو IIGA i ConIFA, مشارکت در ConIFA World Football Cup
- تیم ملی فوتبال جزایر کوکوس (مشارکت در Inter Island Cup)

### کشورهای به رسمیت شناخته نشده
- الگو:Country data GE-AB تیم ملی فوتبال آبخاز (عضو ConIFA, مشارکت در ConIFA World Football Cup)
- الگو:Country data Cypr Północny تیم ملی فوتبال قبرس شمالی (عضو ان اف بورد i ConIFA, مشارکت در: ELF Cup, FIFI Wild Cup, جام ۵۰مین سالگرد کی‌تی‌اف‌اف)
- الگو:Country data Górski Karabach تیم ملی فوتبال آرتساخ (عضو ConIFA, مشارکت در ConIFA World Football Cup)
- الگو:Country data Osetia Południowa تیم ملی فوتبال اوستیای جنوبی (عضو ConIFA, مشارکت در ConIFA World Football Cup)
- تیم ملی فوتبال صحرای غربی (عضو وابسته ان اف بورد, مشارکت در جام جهانی ویوا)
- تیم ملی فوتبال سومالی‌لند (عضو ان اف بورد, jedyny rozegrany mecz w 2003)

### مناطق خودمختار
- Czagos (عضو ان اف بورد)
- الگو:Country data SE-I تیم ملی فوتبال گوتلاند (عضو IIGA)
- الگو:Country data Laponia تیم ملی فوتبال لاپ‌لند (عضو ان اف بورد, مشارکت در جام ۵۰مین سالگرد کی‌تی‌اف‌اف i ConIFA World Football Cup
- الگو:Country data GB-ORK تیم ملی فوتبال اورکنی (عضو IIGA, مشارکت در North Atlantic Cup)
- الگو:Country data GB-ZET تیم ملی فوتبال شتلند (عضو IIGA, مشارکت در North Atlantic Cup)
- تیم ملی فوتبال تبت (عضو ان اف بورد, مشارکت در: ELF Cup, FIFI Wild Cup)
- تیم ملی فوتبال جزایر الند (عضو IIGA)[uwaga ۱]

### دیگر موارد
- Afrochilijczycy (عضو Consejo Sudamericano de Nuevas Federaciones)
- Ajmarowie (عضو Consejo Sudamericano de Nuevas Federaciones)
- الگو:Country data GBA Alderney (عضو IIGA, مشارکت در Muratti)
- الگو:Country data GB-AGY تیم ملی فوتبال انگلسی (عضو IIGA)
- Aramejczycy (عضو ان اف بورد i ConIFA, مشارکت در جام جهانی ویوا i ConIFA World Football Cup; drużyna składająca się ze szwedzkich zawodników pochodzenia aramejskiego)
- الگو:Country data FR-E تیم ملی فوتبال برتاین (مشارکت در Corsica Football Cup)
- Casamance (عضو tymczasowy ان اف بورد)
- Cascadia (عضو ConIFA)
- Cilento (عضو tymczasowy ان اف بورد, عضو ConIFA))
- الگو:Country data RU-CE تیم ملی فوتبال چچن (عضو tymczasowy ان اف بورد, مشارکت در UNPO Cup)
- Darfur (عضو ConIFA, مشارکت در جام جهانی ویوا i ConIFA World Football Cup
- Fernando de Noronha (عضو Consejo Sudamericano de Nuevas Federaciones)
- Frankonia (عضو ConIFA)
- تیم ملی فوتبال فرویا (عضو IIGA)
- الگو:Country data Gagauzja تیم ملی فوتبال گاگائوزیا (مشارکت در ELF Cup, jedyne trzy mecze rozegrane w 2006)
- Gozo (عضو ان اف بورد, مشارکت در جام جهانی ویوا)
- Guarani (عضو Consejo Sudamericano de Nuevas Federaciones)
- الگو:Country data GB-ELS تیم ملی فوتبال هبریدهای بیرونی (عضو IIGA)
- Helgoland (عضو ConIFA)
- تیم ملی فوتبال هیترا (عضو IIGA)
- Ilam (عضو ConIFA, مشارکت در جام جهانی ویوا i ConIFA World Football Cup
- Juan Fernández (عضو Consejo Sudamericano de Nuevas Federaciones)
- Kamerun Południowy (عضو ان اف بورد, مشارکت در UNPO Cup, jedyny mecz rozegrany w 2005)
- الگو:Country data FR-H تیم ملی فوتبال جزیره کرس (مشارکت در Corsica Football Cup)
- Królestwo Obojga Sycylii (عضو tymczasowy ان اف بورد, مشارکت در جام جهانی ویوا)
- تیم ملی فوتبال کردستان عراق (عضو ان اف بورد i ConIFA, مشارکت در جام جهانی ویوا i ConIFA World Football Cup
- Liberland (عضو IIGA)
- Mapucze (عضو Consejo Sudamericano de Nuevas Federaciones)
- Masajowie (عضو ان اف بورد)
- Minorka (عضو IIGA)
- Moluki Południowe (عضو ان اف بورد, مشارکت در UNPO Cup, jedyne dwa mecze rozegrane w 2005)
- Nevis (عضو Leeward Islands Football Association)
- Nicea (عضو ConIFA, مشارکت در ConIFA World Football Cup
- Oksytania (عضو ان اف بورد i ConIFA, مشارکت در جام جهانی ویوا i ConIFA World Football Cup)
- Padania (عضو ان اف بورد i ConIFA, مشارکت در جام جهانی ویوا i ConIFA World Football Cup
- Papua Zachodnia (عضو ان اف بورد, مشارکت در UNPO Cup, jedyny mecz rozegrany w 2005)
- Pohnpei (مشارکت در Micronesia Games)
- Prowansja (عضو ان اف بورد, مشارکت در جام جهانی ویوا)
- Południowa Dolna Saksonia (عضو partnerski ان اف بورد)
- Recja (مشارکت در جام جهانی ویوا)
- Rijeka (عضو ان اف بورد)
- Rodos (عضو IIGA)
- الگو:Country data Romowie Romowie (عضو ان اف بورد i ConIFA)
- Sardynia (عضو tymczasowy ان اف بورد)
- Sarema (عضو IIGA)
- Sark (عضو IIGA, jedyne cztery mecze rozegrane w 2003)
- Saint Croix (عضو Leeward Islands Football Association, مشارکت در Virgin Islands Championship)
- Saint Kitts (عضو Leeward Islands Football Association)
- Saint Thomas (عضو Leeward Islands Football Association, مشارکت در Virgin Islands Championship)
- Saugeais (عضو partnerski ان اف بورد)
- Sealand (عضو partnerski ان اف بورد)
- Serbołużyczanie (مشارکت در Europeadzie)
- Skania (عضو tymczasowy ان اف بورد)
- Tatarzy Krymscy (مشارکت در ELF Cup, jedyne pięć meczów rozegranych w 2006)
- Tortola (عضو Leeward Islands Football Association, مشارکت در Virgin Islands Championship)
- Virgin Gorda (عضو Leeward Islands Football Association, مشارکت در Virgin Islands Championship)
- Walonia (عضو ان اف بورد)
- Wight (عضو IIGA)
- Wyspa Wielkanocna (عضو tymczasowy ان اف بورد; عضو specjalny Consejo Sudamericano de Nuevas Federaciones; właściwie chilijski klub CF Rapa Nui)
- تیم ملی فوتبال یاپ (عضو tymczasowy ان اف بورد, مشارکت در Micronesia Games)
- الگو:Country data EAZ تیم ملی فوتبال زنگبار (عضو وابسته کنفدراسیون فوتبال آفریقا i Council for East and Central Africa Football Associations, عضو tymczasowy ان اف بورد, عضو ConIFA)

1. ↑  Jest także członkiem اتحادیه فوتبال فنلاند